# Джерело ім. Г. С. Сковороди
Джерело́ ім. Г. С. Сковороди́ — гідрологічна пам'ятка природи місцевого значення в Україні. Об'єкт природно-заповідного фонду Харківської області. 
Розташований у межах Харківського району Харківської області, між смт Бабаї та Високий, у лісовому масиві. 
Площа 6,3 га. Статус отриманий у 1984 році. Перебуває у віданні ДП «Жовтневе лісове господарство» (Бабаївське л-во, кв. 18, вид. 4—7, 25). 
Статус надано для збереження природного джерела з чистою водою та довколишньої місцевості. За переказами, тут бував філософ Г. С. Сковорода.